# Chiesa di Santa Maria ad Pontem
La chiesa di Santa Maria ad Pontem è una chiesa trecentesca sconsacrata, in stile romanico, posta all'estremità nord orientale del borgo medievale di Fiano Romano nella Città Metropolitana di Roma Capitale.

## Storia
Il nome della chiesa sul ponte deriva dalla sua posizione rispetto all'Abbazia di Farfa, il principale centro religioso dell'area che controllava il territorio tiberino, ossia in quanto posta al di là del ponte sul Tevere.
La struttura nacque come monastero della Congregazione Silvestrina, ordine monastico benedettino fondato da Silvestro Guzzolini. Sotto il generalato del quarto priore, Andrea di Giacomo da Fabriano, fu aperto questo monastero nel 1303, posto sotto la diocesi di Nepi, in un periodo in cui la congregazione era in forte espansione, raggiungendo i 30 monasteri ed oltre i 200 monaci.
Il primo impianto della chiesa, sulla base dei documenti storici, è però sicuramente più antico: si parla di una Sanctae Marie quae est ad pontem de Flaiano in un documento del 939-942 in cui la chiesa, con le relative pertinenze, fu ceduta dai Conti Girardo e Teodora di Galeria all'Abbazia di Farfa.
Tra la fine del XIV e l'inizio del XV l'ordine dei Silvestrini attraversò un periodo di decadenza: nel 1428 i monasteri erano scesi a 25 e i monaci a 70 e così i monasteri furono quindi via via ceduti. Quello di Santa Maria ad Pontem fu ceduto nel 1436.
Nel 1630 fu fatto eseguire un primo restauro della Chiesa dal cardinale Francesco Barberini durante il quale furono staccati alcuni affreschi trecenteschi che ne ornavano le pareti portandoli nella chiesa di Santo Stefano Nuovo, mentre, secondo un manoscritto del XVII secolo di Giuseppe Camassei, la Chiesa ospitava anche un'immagine della Madonna affrescata e nel campanile annesso una campana proveniente dall'Inghilterra dopo lo scisma di Enrico VIII.
Acquisita alla proprietà comunale alla fine del XX secolo e sconsacrata, la chiesa ha subito una riedificazione in occasione del Giubileo del 2000 in cui fu ripristinato l'originario impianto, con il transetto dell'antico monastero, testimoniato dal grande arco sul lato nord, dove un tempo doveva esserci l'incrocio con la navata.
Nel 2005 fu destinata ad ospitare la mostra permanente del pittore Ettore de Conciliis e come sala per incontri culturali e mostre, mentre il giardino, con uliveto, nelle sue pertinenze utilizzato per spettacoli musicali ed eventi.
Nel 2016 la chiesa fu danneggiata dagli eventi sismici del terremoto del centro Italia e per questo non più utilizzabile fino ai lavori di consolidamento e restauro.